# Xhafzotaj
Xhafzotaj là một xã trong quận Durrës thuộc hạt Durrës, Albania. Dân số năm 2005 là 9063 người.